# Rio Prêto (vattendrag i Brasilien, Espírito Santo, lat -18,42, long -39,78)
Rio Prêto är ett vattendrag i Brasilien.   Det ligger i delstaten Espírito Santo, i den sydöstra delen av landet, 900 km öster om huvudstaden Brasília.
I omgivningen kring Rio Prêto växer i huvudsak städsegrön lövskog. Området är  ganska glesbefolkat, med 27 invånare per kvadratkilometer.